# Нуно Еспирито Санто
Нуно Ерландер Симоис Еспирито Санто (порт. Nuno Herlander Simões Espírito Santo; 25. јануар 1974), познат и само као Нуно, португалски је фудбалски тренер и бивши фудбалски голман. Тренутно је тренер Нотингем Фореста.
Током своје играчке каријере наступао је у Португалији, Шпанији и Русији. Наступао је у јуниорским селекцијама Португалије, али ниједном није заиграо за сениорски тим. Био је део португалског састава на Европском првенству 2008.
Као тренер се прво опробао у грчком Панатинаикосу као помоћник. Главни тренер је постао 2012. године у португалском Рио Авеу. С тим клубом је двапут био финалиста Купа Португалије. Затим је преузео шпанску Валенсију на једну сезону. Потом се придружио португалском Порту, а од 2017. до 2021. водио је Вулверхемптон. Након тога је постао тренер Тотенхема. Међутим, отпуштен је после само четири месеца у том клубу.

## Статистике тренерске каријере
Ажурирано 14. септембра 2024.
| Рио Аве                  | 15. мај 2012.      | 19. мај 2014.      | 80  | 32  | 17  | 31  | 040,00 |
| Валенсија                | 4. јул 2014.       | 29. новембар 2015. | 62  | 32  | 16  | 14  | 051,61 |
| Порто                    | 1. јун 2016.       | 22. мај 2017.      | 49  | 27  | 16  | 6   | 055,10 |
| Вулверхемптон вондерерси | 31. мај 2017.      | 23. мај 2021.      | 199 | 95  | 49  | 55  | 047,74 |
| Тотенхем хотспур         | 30. јун 2021.      | 1. новембар 2021.  | 17  | 8   | 2   | 7   | 047,06 |
| Ел Итихад                | 4. јул 2022.       | 7. новембар 2023.  | 56  | 36  | 12  | 8   | 064,29 |
| Нотингем Форест          | 20. децембар 2023. | данас              | 31  | 9   | 10  | 12  | 029,03 |
| Укупно                   | Укупно             | Укупно             | 494 | 239 | 122 | 133 | 048,38 |

## Успеси

### Као играч
Депортиво
- Куп Шпаније (1): 2001/02.

Порто
- Прва лига Португалије (4): 2002/03, 2003/04, 2007/08, 2008/09.
- Куп Португалије (2): 2002/03, 2008/09.
- Суперкуп Португалије (3): 2003, 2004, 2009.
- Лига шампиона (1): 2003/04.
- Куп УЕФА (1): 2002/03.
- Интерконтинентални куп (1): 2004.
- Лига куп Португалије: финалиста 2009/10.

Индивидуални
- Трофеј Рикардо Замора (1): 1999/00. (Друга лига Шпаније)

### Као тренер
Вулверхемптон вондерерси
- Чемпионшип (1): 2017/18.[3]

Ел Итихад
- Саудијска лига (1): 2022/23.
- Саудијски суперкуп (1): 2022.

Индивидуални
- Најбољи тренер месеца у Ла лиги (3): септембар 2014, децембар 2014, фебруар 2015.
- Најбољи тренер месеца у Чемпионшипу (1): новембар 2017.[4]
- Најбољи тренер године у Чемпионшипу (1): 2017/18.[5]
- Најбољи тренер месеца у Премијер лиги (4): септембар 2018,[6] јун 2020,[7] октобар 2020[8], август 2021.
- Најбољи тренер месеца у Саудијској професионалној лиги (3): март 2023, април 2023, август 2023.
- Универзитет у Вулверхемптону: почасни докторат, 4. мај 2019.[9]